# コートジボワールラグビー連盟
コートジボワールラグビー連盟（フランス語: Fédération Ivoirienne de Rugby）はコートジボワールのラグビーユニオンの統括団体。1961年に設立され、1986年にラグビーアフリカ連合（現：ラグビーアフリカ）に創設団体として加盟、1988年に国際ラグビー評議会（現：ワールドラグビー）に加盟した。

## チーム
- ラグビーコートジボワール代表